# Pernštejnský tis
Pernštejnský tis je nejstarším tisem červeným na Moravě a jedním z nejstarších památných stromů v České republice. Roste na severním svahu pod hradem Pernštejnem u staré cesty na Nedvědici.

## Základní údaje
- název: Pernštejnský tis[5][6], Metodějův tis[2]
- výška: 15 m[1], 16,5 m (2001)[5][7]
- obvod: 410 cm (~1900)[4], 450 cm[1], 455 cm (2001)[5][7]
- věk: 2000 let[4], 1000 let[1], 760 nebo 1050 let (podle pověstí), 400 let[5]
- finalista soutěže Strom roku 2005 (1. místo)
- sanace: ?
- zdravotní stav: 3 (2001)[7]
- souřadnice: 49°27'7.8"N, 16°19'2.2"E

## Stav stromu a údržba

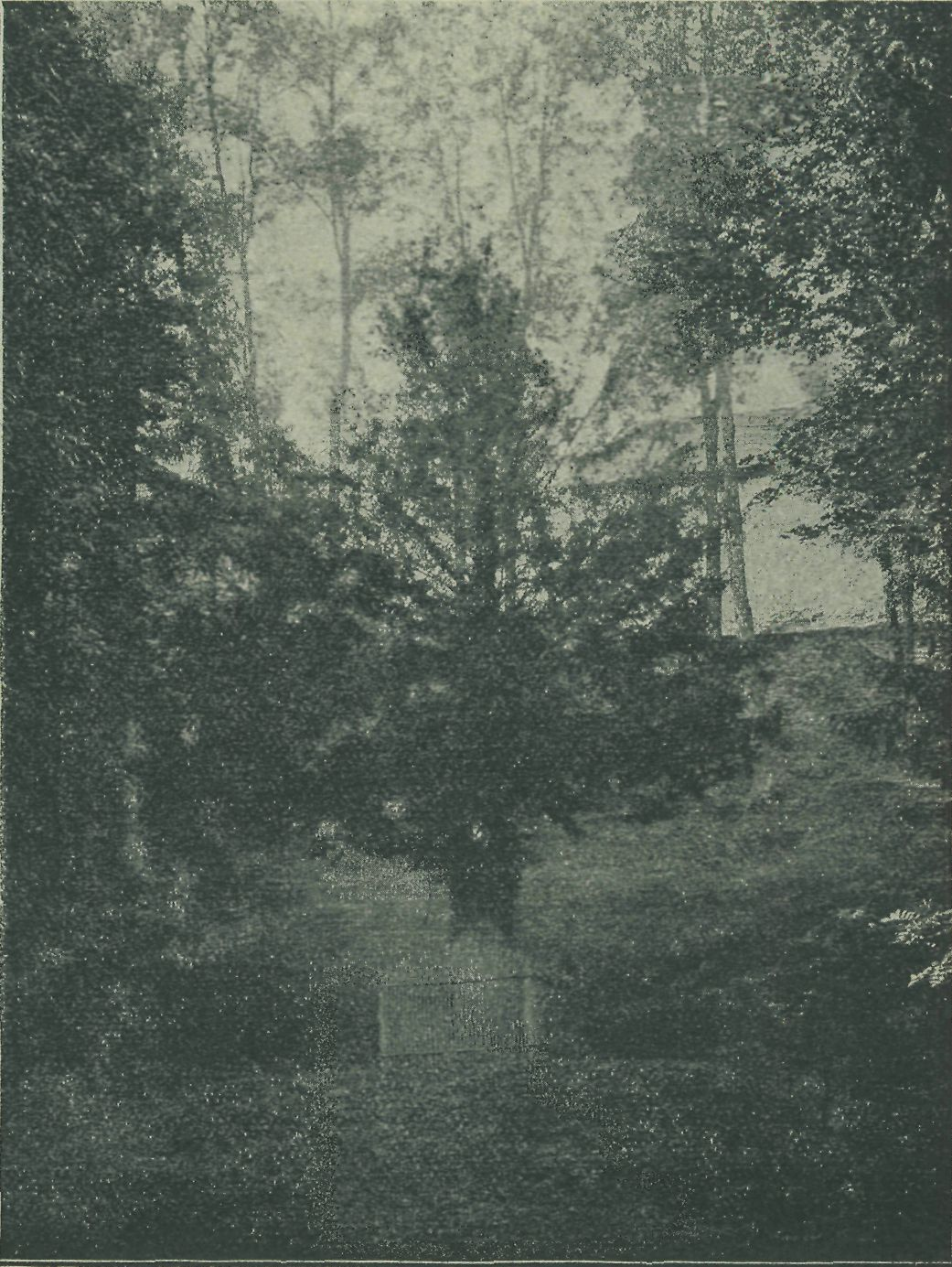
Pernštejnský tis
historický snímek (Jan Vilím)
kolem roku 1900

Mohutný kmen – dvoják svírá dutinu, která je provizorně zakryta. Hustě ovětvenou korunu zpevňují táhla. Tis již poznamenal věk, ale stále je vitální.
Snad v druhé polovině 19. století tis chřadnul, protože byl do výšky 50 centimetrů zalit v náplavu bahna. Tehdejší zahradník nechal náplav odstranit, což stromu umožnilo zregenerovat.

## Historie a pověsti
O Pernštejnském tisu se vypráví pověst, která existuje v několika variacích. Společná je postava poutníka z daleké země, který tu do země zarazil svoji tisovou hůl. Ta se ujala a vyrostl z ní současný strom. Dokud se tisu bude dařit, bude v pořádku i hrad. V jedné z verzí pověsti je ústřední postavou poutník, který se vrací ze svaté země v době stavby hradu (polovina 13. století), jiná verze uvádí křižáckého vojína (ve stejné době), případně měl oním poutníkem být věrozvěst Metoděj (druhá polovina 9. století).
Když na skalnatém ostrohu vysoko nad údolím řeky Svratky budovali strážní hrad, vzbuzovalo to úžas. Sklepení vysekali do kamene, stěny hradu jsou spojené se skálou, takže se zdá jako by hrad do skalního masivu vrůstal. Poutník, který se vracel ze Svaté země a cestou už viděl ledacos, nevěřil, že se stavitelům podaří takový hrad dobudovat. To se spíš jeho suchá poutnická hůl zazelená… Hůl se skutečně zazelenala, vyrostl z ní tis a nahoře na skále mohutný hrad. Hrad Pernštejn stojí už staletí a stále vzbuzuje obdiv. Jeho obyvatelé po staletí věřili na spojení mezi hradem a životem stromu a v tom je podporovaly i záhadné souvislosti, když se u tisu se ulomil jeden z vrcholů, na hradě se z nenadání propadla klenba. Tis také předpovídal i smrt v rodině majitelů hradu, významného moravského rodu Pernštejnů. Naposledy se na začátku dubna roku 2005 stromu ulomila větev a dne 15. dubna 2005 zachvátil část hradu rozsáhlý požár, který zničil hradní sýpku s cenným depozitářem.

## Další zajímavosti
Pernštejnskému tisu byl věnován prostor v televizním seriálu Paměť stromů, konkrétně v dílu č. 10: Stromy u hradů a zámků. Také vyhrál anketu Strom České republiky roku 2005.
Obvodem kmene patří v rámci tuzemských tisů na druhé místo. Primát patří tisu v Krompachu, který roste v samém centru Lužických hor.